# Nealcidion strigilis
Nealcidion strigilis es una especie de escarabajo longicornio del género Nealcidion, tribu Acanthocinini, subfamilia Lamiinae. Fue descrita científicamente por Erichson en 1847.

## Descripción
Mide 6,5-11,5 milímetros de longitud.

## Distribución
Se distribuye por Bolivia, Brasil, Colombia, Ecuador, Guyana, Guayana Francesa, Perú, Surinam y Venezuela.